# Juan B. Cobián
Juan B. Cobián fue un militar y político peruano.
En 1896, Cobián participó en el sofocamiento de la insurrección loretana. A mando de la cañonera “Constitución” partió  de El Callao el 29 de junio con 292 soldados y llevando al ministro de guerra Juan Ibarra. Tras una parada en Mollendo para recoger tropas, navegó por el Pacífico  para ingresar al Atlántico por el estrecho de Magallanes. Se detuvo en Pisagua, Punta Arenas, Montevideo, y Bahía. Ancló en Pará el 9 de setiembre. La "Constitución" hizo fugar a los rebeldes por el temor de quedar encerrados en la amazonía y sin poder salir por la desembocadura del Amazonas. Luego de esos 72 días, arribaron a Iquitos cuando la insurrección ya había terminado.
En 1919, cuando el presidente Augusto B. Leguía dio inicio a su oncenio, fue elegido diputado por la provincia de Yauli para la Asamblea Nacional de ese año que tuvo por objeto emitir una nueva constitución, la Constitución de 1920. Luego se mantuvo como diputado ordinario hasta 1924, reeligiéndose ese año y en 1929 hasta 1930 durante todo el Oncenio de Leguía.